# Crotaphytus bicinctores
Crotaphytus bicinctores là một loài thằn lằn trong họ Crotaphytidae. Loài này được Smith & Tanner mô tả khoa học đầu tiên năm 1972.

## Hình ảnh

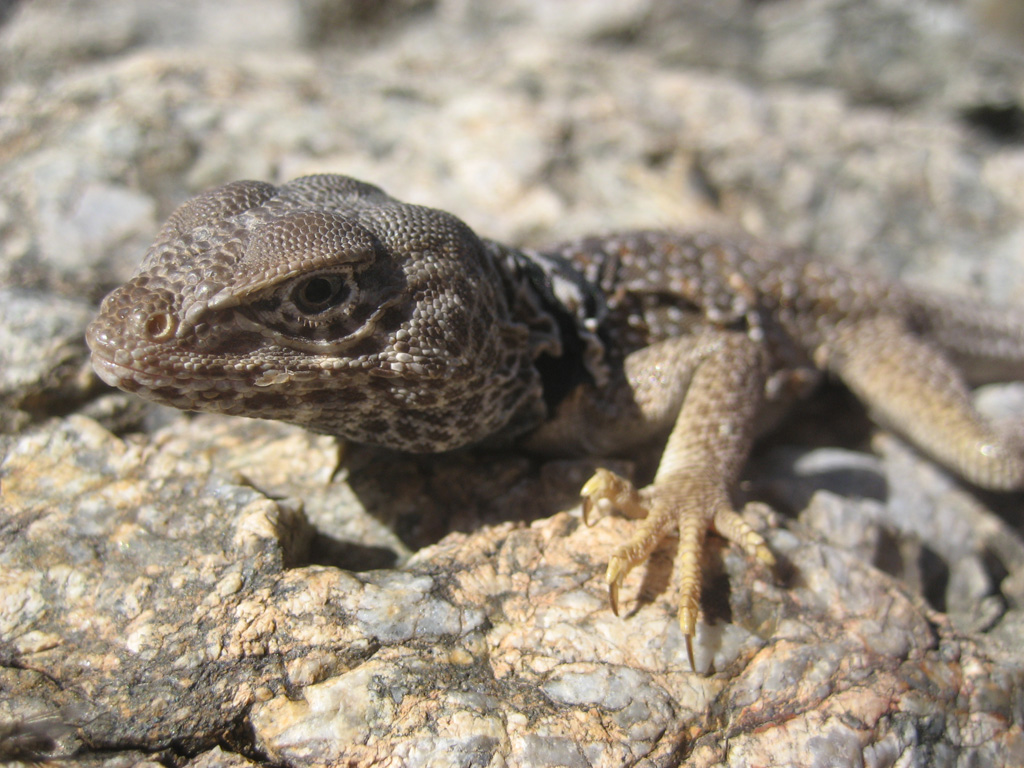
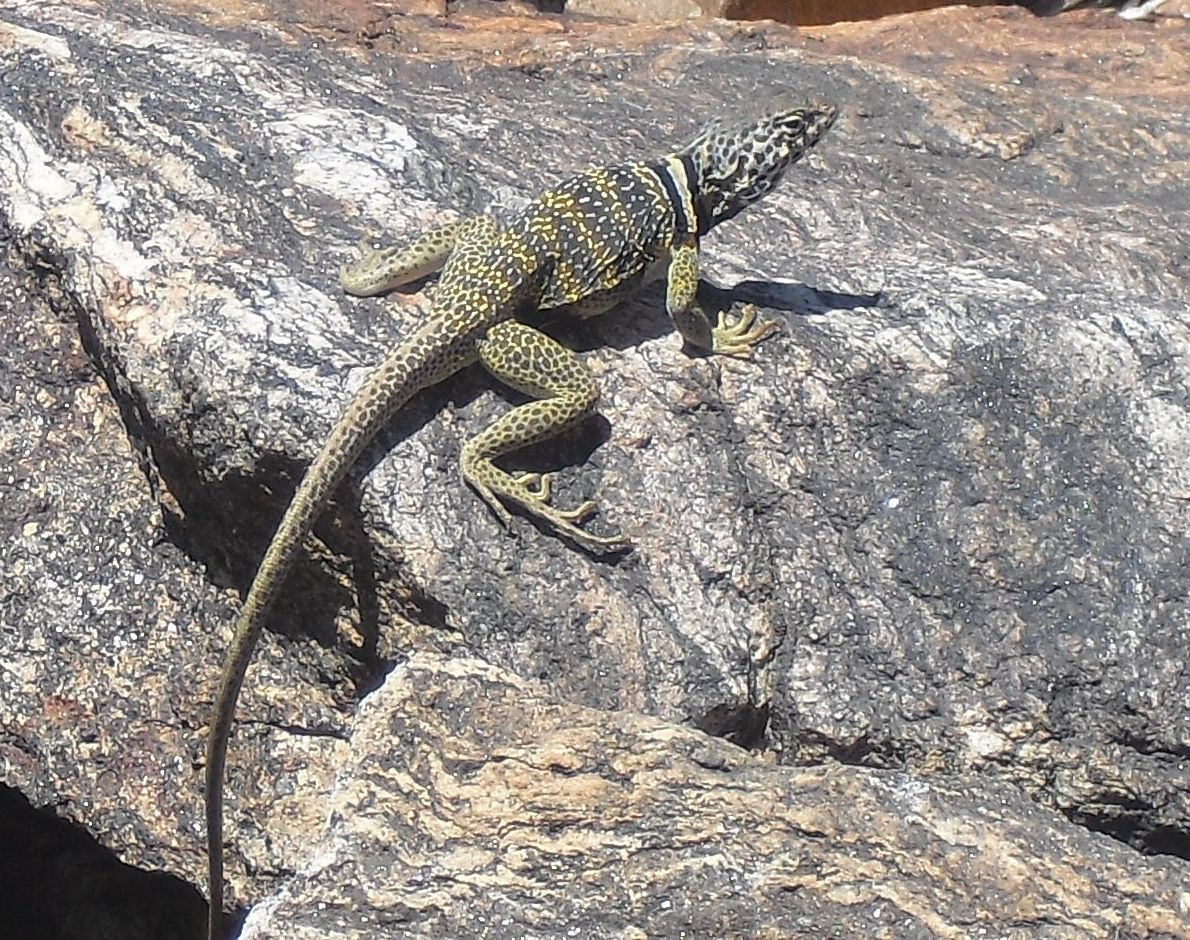